# Kitty Canutt
Kitty Canutt, née Kitty Wilks, est une professionnelle du rodéo, et All-Around Champion Cowgirl au Pendleton Round-Up de 1916 à Pendleton, pour les épreuves de la ruade à cheval et la course relais. C'est lors de ce rodéo qu'elle rencontre et marie Yakima Canutt, vainqueur du titre de All-Around Cowboy au Pendleton Round-Up en 1917, 1919, 1920 et 1923. Ils divorcent en 1919.
Elle était surnommée Diamond Girl ou Diamond Kitty parce qu'elle avait un diamant à sa dent. Parfois, elle enlevait le diamant pour le nantir lorsqu'elle avait besoin d'argent pour payer le droit d'entrée à un concours.